# Top Dawg Entertainment
Top Dawg Entertainment est un label discographique indépendant de hip-hop américain, basé à Carson, en Californie. Il est fondé en 2004 par Anthony « Top Dawg » Tiffith. Dave « Miyatola » Free et Terrence « Punch » Henderson sont les présidents de TDE. Actuellement, douze artistes sont signés sur le label : SZA, Isaiah Rashad, Lance Skiiiwalker, SiR, Reason, Zacari, Doechii, Ray Vaughn, Alemeda et les membres de Black Hippy: Jay Rock, ScHoolboy Q et Ab-Soul. Le label abrite également les boites de production Digi+Phonics, THC et King Blue.

## Histoire

### 1997–2009
En 1997, Anthony Tiffith se lance comme manager, produisant pour des rappeurs comme notamment The Game et Juvenile. En 2003, Tiffith découvre Kendrick Lamar, à cette période âgé de 15 ans, un natif de Compton, qui a publié sa première mixtape qui lui fera gagner localement en popularité. Tiffith croit en Lamar à tel point qu'il le signe à son label. Ce n'est pas avant 2005 que TDE gagne en popularité avec la signature de Jay Rock. TDE signe ensuite une coentreprise avec Warner Bros. et Asylum Records. Cependant, TDE adoptera une meilleure stratégie après la publication du premier album de Rock, Follow Me Home.
En 2007, Ab-Soul, rappeur originaire de Carson, signe à Top Dawg. Le 10 mai 2008, le label publie une mixtape intitulée Do It Nigga Squad, Volume 1, qui fait participer les membres du label, mais aussi d'autres rappeurs comme Schoolboy Q, Lil Wayne et will.i.am. Toutes les chansons de la mixtape sont mixées par l'ingénieur-son de Top Dawg, Derek « MixedByAli » Ali, comme la majeure partie des compilations du label. En octobre 2008, Jay Rock publie son premier single commercial, All My Life (In the Ghetto), inclus à la fin de la liste dans son premier album et qui fait participer Lil Wayne et will.i.am. En 2009, ScHoolboy Q, rappeur originaire de Los Angeles, signe avec TDE après son affiliation avec le label depuis 2006. En 2009, alors tous signés au label, ScHoolboy Q propose la création d'un groupe de rap aux côtés de Lamar, Jay Rock et Ab-Soul. Tous sont d'accord et forment le groupe Black Hippy,.

### 2010–2012
En 2010, TDE publie la quatrième mixtape de Kendrick Lamar, Overly Dedicated, exclusivement sur des sites web comme iTunes. Quatre nouveaux projets sont ensuite publiés incluant la mixtape Black Friday (2010) de Jay Rock, Setbacks (2011) de Schoolboy Q, Longterm Mentality (2011) d'Ab-Soul, et Section.80 (2011) de Lamar ; ce dernier étant bien reçu par la presse spécialisée, et classé 113e du Billboard 200. Le premier album du label publié à la fois sur Internet et dans le marché s'intitule Follow Me Home de Jay Rock le 26 juillet 2011, également au label Strange Music de Tech N9ne. L'album débute 83e au Billboard 200.
En mars 2012, MTV annonce la signature d'une coentreprise entre Top Dawg Entertainment, Interscope Records et Aftermath Entertainment. Dans ce contrat, le premier album de Kendrick Lamar, good kid, m.A.A.d city, sera publié chez Top Dawg, Interscope et Aftermath, et le reste des albums de Black Hippy le seront chez Top Dawg et Interscope. En août 2012, lors du TDEFamAppreciationWeek, il publie des chansons solo de chaque membre de Black Hippy et une vidéo de Lamar et Q. Kendrick Lamar est le premier à publier un album, good kid, m.A.A.d city, chez une major le 22 octobre 2012.

### Depuis 2013
En juin 2013, Top Dawg annonce l'éventuelle signature de deux nouveaux artistes, le premier étant Isaiah Rashad,. Le 14 juillet, la signature de la chanteuse SZA à Top Dawg est révélée. En août 2013, pendant un entretien avec le magazine Vibe, le CEO Anthony Tiffith compare Top Dawg à Death Row Records, un autre label situé au sud de la Californie, dirigé par Marion « Suge » Knight, qui a publié des artistes comme Dr. Dre, Snoop Dogg, et Tupac Shakur dans les années 1990. Tiffith explique avoir également tiré des conclusions de ses premiers contrats ; un contrat avec Warner Bros. Records pour Jay Rock, qui a duré entre 2006 et 2010. La signature d'Isaiah Rashad est officiellement annoncée par Top Dawg Entertainment le 20 septembre 2013.
En octobre 2013, aux BET Hip Hop Awards, Kendrick Lamar est récompensé cinq fois, notamment dans les catégories « album de l'année » et « parolier de l'année ». À la cérémonie des remises des oscars, ScHoolboy Q interprète son single Collard Greens, précédant Lamar qui chantera Money Trees aux côtés de Jay Rock Lamar, Jay Rock et ScHoolboy Q jouent également avec Ab-Soul et le nouvel arrivant Isaiah Rashad, qui est présenté par la chaine américaine BET. En octobre 2013, le coprésident du label Terrence « Punch » Henderson confirme que Top Dawg ne sera pas distribué par Interscope Records. Il explique que seuls Schoolboy Q et Kendrick Lamar ont été signés chez Interscope Records, tandis que Top Dawg recherche un contrat de distribution pour tous ses membres. En novembre 2013, Kendrick Lamar est nommé « rappeur de l'année » par GQ, et est en couverture du magazine,,. Sans aucune publication d'album depuis un an, le 21 décembre 2013, le CEO Anthony « Top Dawg » Tiffith révèle la prochaine publication d'albums solo en 2014, à commencer par Oxymoron de ScHoolboy Q le 25 février 2014. Cependant, il est confirmé qu'Isaiah Rashad publiera son premier album, Cilvia Demo, le 28 janvier 2014. Le 26 mars 2014, la chanteuse SZA publie le single Child's Play en featuring avec Chance the Rapper et produit par XXYYXX. La chanson est tirée de son troisième EP Z, publié le 8 avril.
Le 15 mars 2015, TDE publie le quatrième album de Kendrick Lamar sur le marché, To Pimp a Butterfly. À sa première semaine de publication, To Pimp a Butterfly débute premier au Billboard 200 et se vend à 324 000 exemplaires aux États-Unis. Plus tard dans l'année, To Pimp a Butterfly est nommé deux fois à la 58e édition des Grammy Awards : dans les catégories « album de l'année » et « meilleur album de rap » ; sa chanson Alright, elle, est nommée dans les catégories « chanson de l'année », « meilleure performance de rap » et « meilleure chanson de rap ». Avant cela, le single i remporte les prix de « meilleure chanson de rap » et « meilleure performance de rap » à la 57e édition des Grammy Awards en 2015.
Le 11 septembre 2015, le label publie le deuxième album de Jay Rock, 90059, qui débute 16e du Billboard 200, avec 18 713 exemplaires vendus la première semaine.
Il est annoncé que quatre projets sortiront sous le label courant 2016. Cette annonce concerne les artistes Ab-Soul, Isaiah Rashad, ScHoolboy Q et SZA. Finalement ce ne sont pas quatre, mais cinq projets qui sont sortis cette année-là.

## Artistes
- Black Hippy
- ScHoolboy Q
- Jay Rock
- Ab-Soul
- Isaiah Rashad
- SZA
- Lance Skiiiwalker
- SiR
- Zacari
- Ray Vaughn
- Doechii
- Alemeda

## Discographie
| Artiste           | Album                         | Date de sortie    |
| ----------------- | ----------------------------- | ----------------- |
| Kendrick Lamar    | Overly Dedicated              | 14 septembre 2010 |
| ScHoolboy Q       | Setbacks                      | 11 janvier 2011   |
| Ab-Soul           | Longterm Mentality            | 5 avril 2011      |
| Kendrick Lamar    | Section.80                    | 2 juillet 2011    |
| Jay Rock          | Follow Me Home                | 26 juillet 2011   |
| ScHoolboy Q       | Habits & Contradictions       | 14 janvier 2012   |
| Ab-Soul           | Control System                | 11 mai 2012       |
| Kendrick Lamar    | Good Kid, M.A.A.D City        | 22 octobre 2012   |
| Isaiah Rashad     | Cilvia Demo                   | 28 janvier 2014   |
| ScHoolboy Q       | Oxymoron                      | 25 février 2014   |
| SZA               | Z                             | 8 avril 2014      |
| Ab-Soul           | These Days...                 | 24 juin 2014      |
| Kendrick Lamar    | To Pimp a Butterfly           | 15 mars 2015      |
| Jay Rock          | 90059                         | 11 septembre 2015 |
| Kendrick Lamar    | Untitled unmastered           | 4 mars 2016       |
| ScHoolboy Q       | Blank Face LP                 | 8 juillet 2016    |
| Isaiah Rashad     | The Sun's Tirade              | 2 septembre 2016  |
| Lance Skiiiwalker | Introverted Intuition         | 18 octobre 2016   |
| Ab-Soul           | Do What Thou Wilt             | 9 décembre 2016   |
| SiR               | Her Too                       | 10 février 2017   |
| Kendrick Lamar    | DAMN.                         | 14 avril 2017     |
| SZA               | Ctrl                          | 9 juin 2017       |
| SiR               | November                      | 9 janvier 2018    |
| Jay Rock          | Redemption                    | 15 juin 2018      |
| Reason            | There You Have It             | 28 septembre 2018 |
| Zacari            | Run Wild Run Free             | 15 mars 2019      |
| ScHoolboy Q       | CrasH Talk                    | 26 avril 2019     |
| SiR               | Chasing Summer                | 30 août 2019      |
| Reason            | New Beginnings                | 9 octobre 2020    |
| Isaiah Rashad     | The House Is Burning          | 30 juillet 2021   |
| Kendrick Lamar    | Mr. Morale & The Big Steppers | 13 mai 2022       |
| SZA               | SOS                           | 9 décembre 2022   |
| Ab-Soul           | HERBERT                       | 16 décembre 2022  |
| ScHoolboy Q       | BLUE LIPS                     | 1er mars 2024     |
| Doechii           | Alligator Bites Never Heal    | 29 août 2024      |
| Ab-Soul           | Soul Burger                   | 8 novembre 2024   |
| SZA               | LANA                          | 20 décembre 2024  |